# Антиавторитаризм
Антиавторитари́зм — идеология, противоположная авторитаризму и авторитарной форме государственного устройства. Антиавторитарии провозглашают равенство всех перед законом и приоритет гражданских свобод. Данный термин иногда используют в качестве замены анархизма, идеологии, отрицающей роль авторитета и иерархии в общественных отношениях и государственной системе.

## Взгляды и практика
Свободомыслие — это философская система взглядов, придерживающаяся убеждения, что мнение должно формироваться на основе разума, логики и опыта, а не на основании авторитета, традиции и иных догм. Изыскания в области свободомыслия известны как "вольнодумство", а практики данного течения называются "вольнодумцами".
Аргумент от авторитета  (лат. argumentum ab auctoriate) является распространенным видом аргумента, ведущего к логической ошибке при неверном употреблении. В бытовых рассуждениях он может быть применен для создания распространенного заблуждения. Обращение к авторитету использует следующий вид аргумента:
"N является специалистом в данном вопросе
N говорит что-то по этому поводу
Скорее всего, N прав"
Ошибочные примеры использования апелляции к авторитету включают любые виды подобной аргументации, когда в контексте разумного обоснования своего мнения приводится статус тех или иных специалистов. Таким образом, становится очевиден тот факт, что, хотя эксперты чаще склонны приходить к верным выводам в своей области, нежели дилетанты, это не мешает им делать неверные суждения из-за банальных ошибок, предвзятости, подверженности групповому мышлению и прочая.
Таким образом, апелляция к авторитету является нерелевантным аргументом для установления истины. Известный анархист Михаил Бакунин считал: "Значит ли это, что я отрицаю всякую власть? Вовсе нет. Если мне надобно, скажем, справить себе ботинки, я целиком отдаю себя во власть сапожника; в случае с домами, каналами и железными дорогами я, разумеется, спрошу совета у инженера или архитектора. Для той или иной области знаний мне потребуется свой ученый. Но ни сапожнику, ни архитектору, ни ученому не позволю я быть специалистами по части меня. Я выслушаю их всех, уважая их начитанность, характер и интеллект, оставляя за собой неоспоримое право на критику и осуждение. Мне недостаточно выслушать одного специалиста в какой-либо узкой сфере, я спрашиваю нескольких, я сравниваю их мнения и выбираю то, которое мне кажется наиболее верным. Но я не признаю нерушимых авторитетов, даже в узких областях, следовательно, как бы я не уважал того или иного человека за его честность и искренность, у меня нет ни к кому беспрекословного доверия."
После Второй мировой войны в Европе возник всплеск антиавторитаризма, основанный на антифашистском движении. Это было вызвано активным сопротивлением оккупации и страхами из-за усиления сверхдержав.
Антиавторитаризм также часто ассоциируется с контркультурными и неформальными движениями и объединениями. Бит-поколение 50-х было политически радикализовано, и их антиавторитарные взгляды были отчасти переняты контркультурными активистами в 60-х, включая движение хиппи. К 70-м антиавторитаризм стал ассоциироваться с субкультурой панков.